# Earth Liberation Front

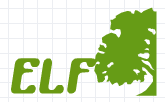
Earth Liberation Fronts (ELF:s) logo.

Earth Liberation Front (ELF), "Jordens Befrielsefront" är ett kollektivt namn för autonoma individer och grupper som enligt Earth Liberation Front Press Office (eg. North American Earth Liberation Front Press Office med förkortningen NAELFPO eller ELFPO) , använder "ekonomiskt sabotage och gerillakrigföring för att stoppa exploateringen och förstörelsen av den naturliga miljön" . Organisationen bildades i Brighton, Storbritannien 1992. Den har varit aktiv bl.a. i USA, Kanada och Island, totalt 17 olika länder. ELF-sympatisörer säger att det är en grupp som försvarar naturen genom att försöka ta ifrån miljöförstörare det ekonomiska intresset i sin verksamhet. Detta genom att åstadkomma dem ekonomisk skada.
Environmental Life Force (också med samma förkortning som Earth Liberation Front, ELF), också känt som Original ELF, var föregångaren till Earth Liberation Front. Environmental Life Force var en radikal miljögrupp som bildades 1977 för att använda explosivt material i försvaret mot naturförstörelse.